# 狭裂瓣蕊唐松草
狭裂瓣蕊唐松草（学名：Thalictrum petaloideum var. supradecompositum）为毛茛科唐松草属下的一个变种。

## 扩展阅读
- 維基物種上的相關：狭裂瓣蕊唐松草